# Небојша Арсенијевић
Небојша Арсенијевић (Крагујевац, 8. април 1958) српски је научник, редовни професор крагујевачког Факултета медицинских наука и бивши ректор Универзитета у Крагујевцу од 2015. до 2018. године када је незаконито смењен.

## Образовање
- Доктор медицинских наука 1993/ Медицински факултет, Универзитет у Крагујевцу
- Master in health service management 2002/ Istituto superiore di sanità, Roma, Italy
- Специјалиста клиничке имунологије 1989/ Медицински факултет, Универзитет у Београду
- Доктор медицине, 1982/ Медицински факултет, Универзитет у Београду

## Академска каријера
- Редовни професор 2001-/ Медицински факултет, Универзитет у Крагујевцу/ Микробиологија и имунологија; Основи онкологије
- Ванредни професор 1998-2001/ Медицински факултет, Универзитет у Крагујевцу/ Микробиологија и имунологија
- Ванредни професор 1999-2001/ Медицински факултет, Универзитет у Крагујевцу/ Основи онкологије
- Доцент: 1994-1998/ Медицински факултет, Универзитет у Крагујевцу/Микробиологија и имунологија

## Академска звања
- 2001- Редовни професор за предмет Микробиологија и имунологија, Факултет медицинских наука Универзитета у Крагујевцу

## Кретање у професионалном раду
- 2015 – Ректор Универзитета у Крагујевцу
- 2012 -2015. Директор Клиничког центра Крагујевац
- 2005 -2012. Декан Медицинског факултета Универзитета у Крагујевцу
- 1996-2001. Директор Института за заштиту здравља, Крагујевац
- 2014- Руководилац Центра за молекулску медицину и истраживање матичних ћелија (Центар изузетних вредности)
- 1998 -2000. Продекан за финансије Медицинског факултета у Крагујевцу
- 1997 -1998. Продекан за здравствену делатност Медицинског факултета у Крагујевцу
- 1996 -2001. Директор Института за заштиту здравља, Крагујевац
- 1989 - Шеф лабораторије за клиничку и експерименталну имунологију, Медицинског факултета у Крагујевцу и Клиничко-болничког центра Крагујевац
- 1985 -1988. Лекар на специјализацији
- 1983 -1984. Лекар у Служби хитне медицинске помоћи, Здравственог центра Крагујевац
- 1982 -1983. Лекар на стажу у Здравственом центру Крагујевац

## Учешће на међународном пројекту и пројектима Министарства науке
- 2008-2011 Centre for pre-clinical testing of active substances-CPCTAS (FP7 Project)
- 2011- Молекулске детерминанте урођене имуности у аутоимунским болестима и канцерогенези (руководилац пројекта) категорисан као А1 истраживач
- 2011- Развој инфраструктуре за приоритетна поља науке категорисан као А1 истраживач
- 2005-2010 Имунорегулаторне интеракције у туморским и аутоимунским феномени
- 2005-2010 Фармаколошка анализа ефеката биолошки активних супстанци на изоловане глатке мишиће гастроинтестиналног и урогениталног тракта
- 2002-2005 Фагоцитоза и хумани малигноми (руководилац пројекта)
- 1999-2001 Дилатације у медицини
- 1995-2001 Имуномодулаторне и ефекторске функције у имунским обољењима и инфекцијама
- 1995-1998 Интегративне функције ЦНС
- 1990-1995 Имунорегулаторни поремећаји у аутоимунским и имунопатолошким процесима
- 1982-1986 Имунобиологија метастаза

## Чланства
- European Academy for Tumor Immunology
- European Macrophage Society (EMS)
- International Association for Breast Cancer Research (IABCR)
- Европско друштво имунолога
- Друштво имунолога Србије
- Академија медицинских наука СЛД, (редовни члан од 2016. године)
- Члан Лекарске коморе Србије

## Уређивање часописа
- Члан уредништва часописа 2017-/Advisory Board and Editors of PeerJ
- 2017-/International Journal of Cancer Science Research
- 2013- /American Journal of Clinical Cancer Research
- 2012-/ American Journal of Cancer Biology (AJCB)
- 2012-/ World Journal of Respirology
- 2005-2008/ Jugoslavica Physiologica et Pharmacologica
- 2004-/ J BUON
- 1999-/ Ser J Exp Clin Res (Medicus)
- 1995-1999/ Медицински часопис СЛД (подружница Крагујевац)

## Награде и признања
- 2017 Награда Српског лекарског друштва за научно истраживачки рад у области имунологије
- 2014 Златна медаља Друштва физиолога Србије
- 2013 Награда за борбу против корупције града Крагујевца и Антикорупцијске агенције Републике Србије
- 2009 Ђурђевданска награда Града Крагујевца за медицину

## Научноистраживачки рад
- Аутор и коаутор 97 научних радова на SCI листи
- Кумулативни импакт фактор KIF=288,332
- Цитираност: 2071
- h-index: 25

## Менторства
- Четири магистарске тезе и 9 докторских дисертација

## Међународне монографије и уџбеници
- Небојша Арсенијевић, Марија Миловановић: Имуност, инфекција и инфламација. У: Гангов преглед медицинске физиологије, 24. издање (први српски превод), Главни уредник Владимир Јаковљевић. Факултет медицинских наука Универзитета у Крагујевцу 2015; pp. 67–82
- Владислав Воларевић, Гордана Радосављевић, Татјана Кањевац и Небојша Арсенијевић. Вредновање научника по критеријумима Министарства науке. У: Вредновање науке и научника. Академија медицинских наука српског лекарског друштва и Факултет медицинских наука Универзитета у Крагујевцу 2014; pp. 103–119.
- N. Arsenijevic, Z. Bugarcic, M. Milovanovic, V.Volarevic. Cytotoxic effects of gold(III) complexes. In: Encyclopedia of Metalloproteins. Springer 2013; pp. 922–927.
- Н. Арсенијевић. Прометеј или Фауст - Без или ништа. У: Дилатација немогућег. Факултет медицинских наука 2013; 181-183. (поновљен текст из 2001)
- Н. Арсенијевић. Мапа заборава, 11-13; Симетрија и перспектива или како понекад гледам (кратка свита), 125-127. У: У потрази за мапом жене. Универзитет у Крагујевцу 2013.
- Н. Арсенијевић. Прометеј или Фауст - Без или ништа. У: Дилатација могућег. КБЦ Крагујевац 2001.
- Nebojša Aresenijević: Imunski odgovor na infektivne agense. U: Opšta bakteriologija (udžbenik za studente medicine), Urednik: Miloš K. Jovanović. Savremena administracija, 1999. 103-128.